# Gegendampfbremse
Bei der Gegendampfbremse handelt es sich um die Ausnutzung des Arbeitsprinzips eines Dampfzylinders mit Rundschiebern an einer Dampflokomotive, mittels Änderung der Auslegungsrichtung der Steuerung und damit des Vorlaufs des Schiebers gegenüber dem Dampfkolben die Arbeitsrichtung zu verändern. Aufgrund des Beharrungsvermögens der Dampflokomotive in der bestehenden Bewegungsrichtung bewirkt die veränderte Arbeitsrichtung des Dampfzylinders entgegen der bisherigen Arbeitsrichtung zunächst das Abbremsen der Bewegung der Kolbenschubstange und der Kraftübertragung auf das Triebwerk der Lokomotive bis zum Stillstand.
Die Gegendampfbremse arbeitet mit Dampf. Sie wird oft mit der Gegendruckbremse verwechselt, welche aber mit Umgebungsluft arbeitet und als Beharrungsbremse (dynamische Bremse) benutzt wird, und als eigenes Bremssystem zugelassen ist.

## Funktionsprinzip
Bei der Gegendampfbremse handelt es sich im eigentlichen Sinne nicht um eine Bremse, sondern nur um die eine Bremswirkung erzielende Ausnutzung des Funktionsprinzips einer Dampfmaschine. Sie ist damit kein separates Bauteil an einer Dampflok.
Das Prinzip Gegendampfbremse ist jedoch nur bei Rund- bzw. Kolbenschiebern erzielbar. Bei einfachen Flachschiebern ist aufgrund ihres Konstruktionsprinzips keine gegenläufige Dampfbeaufschlagung möglich, da der Schieber nur durch den anliegenden Dampfdruck aufgedrückt wird. Bei gegenläufiger Beaufschlagung des Schiebers mit Dampf würde dieser sofort vom Schieberspiegel abgehoben und der Dampf ohne Wirkung auf den Kolben entweichen.
Geübte Dampflokomotivführer können mit der Gegendampfbremse die Dampflokomotive quasi ohne erkennbaren Halt aus einer Bewegungsrichtung in die entgegengesetzte Richtung umkehren lassen, da der eigentliche "Umschaltmoment" bereits in der ursprünglichen Bewegungsrichtung erfolgt. Diese Verfahrensweise setzt aber genaue Kenntnis und Erfahrung voraus, da bei unkorrekter Handhabung auch Beschädigungen am Triebwerk der Lokomotive möglich sind.
Bei Dampflokomotiven ohne zweites unabhängiges Bremssystem (wie z. B. Druckluftbremse, Saugluftbremse, Dampfbremse) für das Triebfahrzeug neben der im Allgemeinen immer vorhandenen Wurfhebel- oder Feststellbremse wurde die Gegendampfbremse als zweites  Bremssystem angewandt. Heute vorhandene Dampflokomotiven verfügen in der Regel aus Zulassungsgründen über zwei unabhängige Bremssysteme, so dass die Gegendampfbremse nicht als Bremssystem betrachtet wird, durchaus aber Anwendung findet.